# Aeropista de Santiago Ixcuintla
La Aeropista de Santiago Ixcuintla (IATA: SIT, OACI: ninguno) es una pista de asfalto localizada en Loma Bonita, Municipio de Santiago Ixcuintla, Nayarit, México, un pueblo localizado a 4 km de Santiago Ixcuintla. 

## Información
Actualmente ofrece servicios de aviación general y fumigación aérea; ha sido utilizada como pista de aterrizaje por la SEDENA. El código SIT es usado como identificador. Cuenta con una pista de aterrizaje de 817 metros de largo y 15 metros de ancho así como una plataforma de aviación de 2,700 metros cuadrados (30m x 90m), hangares y un pequeño edificio administrativo.

## Vuelos de entrenamiento
| Aerolíneas                      | Destinos                     |
| ------------------------------- | ---------------------------- |
| Municipio de Santiago Ixcuintla | Puerto Balleto, Islas Marías |